# (7670) Kabelác
(7670) Kabelác ist ein Asteroid des inneren Hauptgürtels, der am 20. August 1995 vom tschechischen Astronomen Petr Pravec an der Sternwarte Ondřejov (IAU-Code 557) etwa 35 km südöstlich von Prag entdeckt wurde.
Der Asteroid wurde nach dem tschechischen Komponisten und Dirigenten Miloslav Kabeláč benannt, der ab 1958 eine Professur für Komposition am Prager Konservatorium innehatte und sich stilistisch sich durch ein breites musikalisches Spektrum anregen ließ.
Der Himmelskörper gehört zur Nysa-Gruppe, einer nach (44) Nysa benannten Gruppe von Asteroiden (auch Hertha-Familie genannt), nach (135) Hertha.